# سارا احمد
سارا احمد (به انگلیسی: Sara Ahmed) (زادهٔ ۳۰ اوت ۱۹۶۹) یکی از محققان دانشگاه‌های انگلستان و استرالیا است که در زمینه تقاطع نظریه فمینیستی، نظریه کوییر، نظریه انتقادی نژادی و پسااستعمارگرایی فعالیت می‌کند.

## زندگی‌نامه
سارا احمد در شهر سالفورد انگلستان به دنیا آمد. مادرش انگلیسی و پدرش پاکستانی بود. در سال ۱۹۷۳ همراه با خانواده خود به شهر آدلاید استرالیا مهاجرت کرد. تم‌های اصلی آثار او مهاجرت، گرایش، تمایز، بیگانگی و هویت‌های مختلط، مستقیماً تحت تأثیر تجربیات اولیه او هستند. او دوره کارشناسی خود را از سال ۱۹۸۷ تا ۱۹۹۰، در رشته زبان انگلیسی و تاریخ در دانشگاه آدلاید به اتمام رساند و سپس از سال ۱۹۹۱ تا ۱۹۹۴ تحقیقات دوره دکتری خود را در مرکز نظریه انتقادی و فرهنگی دانشگاه کاردیف، به انجام رساند. سارا احمد از سال ۱۹۹۴ تا ۲۰۰۴ در مرکز مطالعات زنان (بعدها به مؤسسه مطالعات زنان تغییر نام داد) دانشگاه لنکستر فعالیت می‌کرد و از سال ۲۰۰۰ تا ۲۰۰۳ به سمت معاونت رئیس و سپس ریاست این مؤسسه انتخاب شد. در سال ۲۰۰۴ به سمت استادی در دپارتمان رسانه و ارتباطات کالج گلداسمیتس دانشگاه لندن منصوب شد و هم‌اکنون استاد مطالعات نژادی و فرهنگی در گلداسمیتس است.
او یکی از اعضای اجرایی انجمن مطالعات فمینیستی و زنان FWSA در انگلستان و ایرلند بوده‌است و به‌عنوان معاون رئیس این انجمن و سردبیر خبرنامه آن نیز فعالیت کرده‌است. در ترم بهار ۲۰۰۹، کرسی لوری نیوجرسی را در زمینه مطالعات زنان در دانشگاه راجرز از آن خود کرد و پیش از آن در زمینه مطالعات جنسیت، از سال ۲۰۰۳ تا ۲۰۰۴ در دانشگاه سیدنی و در سال۲۰۰۹ در دانشگاه آدلاید گاهی به‌صورت مهمان فعالیت می‌کرد. سارا احمد در ترم بهار ۲۰۱۳، از جانب دایان میدل‌بروک و کارل دی‌یراسی به‌عنوان استاد مهمان به مرکز مطالعات جنسیت دانشگاه کمبریج دعوت شد. او معاون سردبیر ژورنال بین‌المللی مطالعات فرهنگی و عضو هیئت سردبیری ۱۶ مجموعه کتاب و ژورنال دانشگاهی دیگر از جمله الگوهای جدید ژورنال مطالعات زنان اروپا
، GLQ (ژورنال مطالعات همجنسگرایان) و گرایش‌های جنسی است.

## آثار
سارا احمد هفت کتاب نوشته‌است که عبارت‌اند از؛
- تفاوت‌هایی که اهمیت دارند: نظریه فمینیستی و پستمدرنیسم (۱۹۹۸) Differences that matter: Feminist Theory and Postmodernism
- برخوردهای عجیب: دیگران تجسم‌یافته در مناسبات پسااستعماری (۲۰۰۰) Strange Encounters: Embodied Others in Post-Coloniality
- سیاست‌های فرهنگی عاطفه (۲۰۰۴) The Cultural Politics of Emotion
- پدیدارشناسی کوییر: گرایش‌ها، اشیا، دیگران (۲۰۰۶) Queer Phenomenology: Orientations, Objects, Others
- وعده شادی (۲۰۱۰) Promise of Happiness. که در سال ۲۰۱۱ برنده جایزه کتاب انجمن مطالعات فمینیستی و زنان (FWSA) برای «خلاقیت و پژوهش در زمینه فمینیسم، جنسیت یا مطالعات زنان» شد
- در مورد به‌حساب آمدن: تبعیض نژادی و کثرت در زندگی سازمانی (۲۰۱۲) On Being Included: Racism and Diversity in Institutional Life
- سوژه‌های خودرأی (۲۰۱۴) Willful Subjects
- فمینیست زیستن (۲۰۱۷) Living a Feminist Life

او همچنین ویراستاری هفت کتاب و ژورنال را بر عهده داشته یا در ویراستاری آن‌ها همکاری کرده‌است و بیش از ۶۰ مقاله در ژورنال‌ها و فصل در کتاب‌ها منتشر کرده‌است.

## نظریات
با وجود این که در بیشتر تاریخ فلسفه اخلاق از ارسطو گرفته تا جان استوارت میل، «شادی را هدف غایی امیال ما» تعریف کرده‌اند، اما کتاب وعده شادی سارا احمد «میل فلسفی دیرینه برای شادی را به‌گونه‌ای تحلیل می‌کند که در آن مفهوم شادی به‌منظور توجیه سرکوب و الگوسازی مجدد هنجارهای اجتماعی و خوبی‌های بشری به‌کاربرده می‌شود.» ایمی کاریو رو با اشاره به رساله احمد در سال ۲۰۱۰ بیان می‌کند که «دغدغه احمد «چیستی» شادی نیست بلکه انواع کارکردهای فرهنگی، پدیدارشناسی و سیاسی آن است. او این مفهوم را به‌صورت تاریخی نشان می‌دهد و با توجه به «چرخش شادی» در فرهنگ عامه و در علم، استدلال می‌کند که «با یافتن شادی در موقعیت‌های معین، علم شادی آن موقعیت‌ها را خوب یا آنچه باید خوب تلقی شود، می‌داند» - یا آن‌ها را «اهداف شادی» دانسته که ما را هدایت کرده یا مجبورمان می‌کند تا به‌منظور ایجاد ارزش تأثیرگذار مثبت جمعی به‌عنوان خوبی اجتماعی، به سمت آن‌ها حرکت کنیم.»
مقاله خوشیکُشهای فمینیستی (و سایر سوژه‌های خودرأی) که ویژگی خوشیکُش فمینیستی را دارای پتانسیل سیاسی می‌داند در سال ۲۰۱۰ منتشر شد و با استقبال بسیاری مواجه گشت. وی از آن زمان به بعد وبلاگی در زمینه خوشیکشهای فمینیستی دارد.
سارا احمد به عنوان بخشی از نقد فتیشیسم (طلسم‌انگاری)* پسااستعماری نسبت به بیگانه، این بحث را مطرح می‌کند که کاربرد استعاره‌ای شخصیت کوچ‌نشین از سوی بریدوتی، مردم واقعاً کوچ‌نشین را از قلم می‌اندازد. این از قلم انداختن به خود غربی اجازه می‌دهد «هر آنچه را تهدیدکننده است ذیل عنوان کوچ‌نشین قرار دهد» و با مصادرهٔ مطلوب آن آگاهی انتقادی خود را شکل دهد. سوژهٔ غربی به درون فرهنگ‌های متفاوت سفر می‌کند، اما فقط برای تشدید حاشیه‌نشینی «دیگران» و محوریت قرار دادن هنجار غربی.
سارا احمد معتقد است «فمینیسم باید زبانی پیدا کند که به آن اجازه دهد بدن‌ها، فضاها و تاریخ‌هایی را که به اشکال متعددی تعین یافته‌اند و زبان آن‌ها را به خود اختصاص می‌دهند و تصرف می‌کنند بفهمد و به آن‌ها پاسخ دهد. فمینیسم باید از بازنمایی خود به عنوان یک برنامه و داشتن موضوعی که همیشه می‌توان آن را به شکلی موفقیت‌آمیز به هدف و برآیندی نهایی تبدیل کرد سرباز بزند. به نفع فمینیسم است که هدف خود را تثبیت نکند، زیرا به این شیوه می‌تواند با جهان پیرامون همخوانی بیشتری داشته باشد.

## مصاحبه‌ها
- سالا توری و سالا پلتونن، «سیاست‌های فمینیستی: مصاحبه‌ای با سارا احمد»، ژورنال پژوهش جنسیتی و فمینیستی شمال اروپا*،[۹] جلد ۱۵، شماره ۴، ۲۰۰۷، صص ۲۶۴–۲۵۷.
- وارد، آماندا و احمد، سارا. «عاطفه جهانی»، آدلاید ریویو*[۱۰] شماره ۳۵۶
- کیت سنگ و سارا احمد. «مصاحبه با برنده جایزه کتاب»، خبرنامه انجمن مطالعات فمینیستی و زنان، مارس، صص ۹–۷
- آنتوی، فانول؛ برافی، سارا؛ اشتراوس، هلن؛ ترونگ، وای-دنگ؛ احمد، سارا. «همراه با دوپهلویی»، ۱۵:۱، صص ۱۲۶–۱۱۰